# Iresioides lineatopunctata
Iresioides lineatopunctata är en skalbaggsart som först beskrevs av Waterhouse 1880.  Iresioides lineatopunctata ingår i släktet Iresioides och familjen långhorningar.
Artens utbredningsområde är Madagaskar. Inga underarter finns listade i Catalogue of Life.